# 開麗娛樂經紀
開麗娛樂經紀有限公司（英語：Carrier Entertainment Agency Co., Ltd.），簡稱開麗經紀、開麗娛樂，是一家台灣的演藝經紀公司，成立於1987年，2006年停止運作，2018年12月重新運作。
2014年開始，開麗娛樂及其前身開麗創意組合旗下藝人的音樂版權由擎天娛樂所代理，中國地區數位版權代理由太陽娛樂文化旗下子公司太陽動力文化傳播負責。
2018年12月，搬遷到台北市內湖區洲子街73號7樓。

## 歷史

### 開麗創意組合時期
開麗娛樂經紀的前身，最早出現於1987年，由台灣知名主持人張小燕及台灣知名經紀人苗秀麗共同創立的開麗創意組合有限公司（英语：Carrier Creative Mate Planning & Design）。當時由苗秀麗為飛碟唱片簽下的藝人，包括姜育恆、李之勤、姚黛瑋、林立洋、憂歡派對，以及先後在華視《TV新秀争霸站》及台視《青春爭霸站》中所發掘的小虎隊、紅孩兒、少女隊、帥哥美女綜藝團，均同時簽約開麗創意組合。
1993年，開麗成立分支廠牌開喜企業。
1994年，開麗與波麗佳音台灣分公司合作成立紅醇事業。
1995年，由於飛碟唱片被華納音樂集團收購，開麗正式退出飛碟唱片旗下，同年10月與香港正東唱片合作，並吸納開麗旗下藝人吳奇隆、陳志朋、蘇有朋、施易男、傅薇加盟，同時另外取得香港正東唱片旗下藝人陳慧琳、黃耀明、馬浚偉、林楚麒等歌手及中國紅星生產社旗下藝人老狼、田震、希莉娜依、小柯等歌手在台灣的唱片發行，以及同屬香港寶麗金唱片旗下子廠牌非池中旗下歌手胡蓓蔚、達明一派在台灣的企劃及宣傳（寶麗金唱片代理發行）。
1996年7月，正東在台灣設立分公司「正東國際股份有限公司」（台灣正東唱片）。同年10月，波麗佳音和開麗結束合作關係，並宣佈裁撤紅醇事業，旗下藝人張克帆、沈依智、黃仲齊唱片約正式加盟正東唱片旗下。
1997年，台灣正東唱片因為亞洲金融風暴關係撤出台灣（已於2003年1月清算完結），旗下歌手於台灣的代理發行交由福茂唱片接手。
1999年，張克帆、沈依智、施易男、黃仲齊、傅薇、張旭召陸續與正東及開麗的合約結束，張克帆已於同年自設客立客音樂。

### 東岳傳播/開麗娛樂經紀時期
2000年，香港正東唱片和開麗結束合作關係，開麗旗下藝人吳奇隆、陳志朋、蘇有朋和正東約滿，同年與台灣電視節目製作人王鈞及東森電視合作成立東岳傳播股份有限公司 （Eastern Power Production），並拉攏李詠嫻、楊麗菁、黃文豪、王佩韻及香港歌手蔡安蕎加盟。
2001年9月，東森電視宣佈和開麗結束合作關係，並裁撤東岳傳播；東岳傳播旗下藝人李詠嫻、楊麗菁轉投王鈞旗下頤合製作，蔡安蕎轉投香港經理人陳自強旗下，黃文豪轉投寶麗來國際娛樂，王佩韻退出演藝圈；同年，開麗創意組合更名為開麗娛樂經紀有限公司，原東岳傳播旗下藝人陳志朋、蘇有朋正式回歸旗下。
2002年，張善為自乾坤影視轉投開麗娛樂旗下。
2005年，潘瑋柏和開麗的經紀合約到期，轉投巨室娛樂旗下。
2006年，開麗娛樂經紀正式停止運作，公司業務轉由旗下藝人吳奇隆創立的北京稻草熊影視負責。開麗旗下藝人蘇有朋轉投華誼兄弟旗下，陳志朋轉投博納演藝經紀旗下，張善為轉投映畫傳播旗下，馬雅舒轉投阮虔芷創立的雅晨傳播旗下。
2014年，開麗娛樂經紀創辦人苗秀麗正式加入由旗下藝人吳奇隆及太陽娛樂文化合作成立的子公司太陽動力文化傳播成為總經理，原開麗旗下藝人音樂版權皆由擎天娛樂負責，中國地區數位版權由太陽動力文化傳播負責代理。
2019年，開麗娛樂經紀正式重新運作，並開始拓展演唱會及大型展演活動籌辦業務。太陽動力文化傳播的音樂作品由開麗娛樂代為發行。

## 已解約藝人以及組合

### 個人
| 藝人   | 現況                                                 |
| 姜育恆 | 1997年跳槽福茂唱片。2003年自立門戶，創立育恆工作室。 |
| 李之勤 | 活躍於戲劇圈。                                       |
| 姚黛瑋 | 活躍於戲劇圈。                                       |
| 林立洋 | 2008年重返香港無綫電視，現為香港電視網絡旗下藝人。   |
| 施易男 | 現為小燕家族旗下藝人。                               |
| 黃仲齊 | 退出演藝圈。                                         |
| 張旭召 | 退出演藝圈。                                         |
| 傅薇   | 2009年自立門戶，創立晴水音樂。                       |
| 蔡安蕎 | 2006年改名為蔡依韻，現為香港光大控股經紀業務副總裁。 |
| 李詠嫻 | 現為艾迪昇傳播旗下藝人。                             |
| 馬雅舒 | 現為雅晨傳播旗下藝人。                               |
| 黃文豪 | 現為寶麗來國際娛樂旗下藝人。                         |
| 王佩韻 | 退出演藝圈。                                         |
| 楊麗菁 | 現為瑜珈老師。                                       |
| 潘瑋柏 | 2005年轉投巨室娛樂，2012年創立Alpha Sonic。          |
| 張善為 | 現為映畫傳播旗下藝人。                               |
| 范筱梵 | 退出演藝圈。                                         |

### 團體

#### 憂歡派對
- 短暫活躍於1988年～1990年，開麗第一個女子團體。

| 姓名   | 暱稱 | 現況                                                                                         |
| 蔡雨倫 | 憂憂 | 現與友人合夥做佛像、藝術品進口批發生意，常跑東南亞。                                         |
| 于佳卉 | 歡歡 | 轉往戲劇發展，曾演出京城四少等電視劇，後疑因憂鬱症影響，於2014年6月1日在台中市住處燒炭輕生。 |

#### 小虎隊
- 活躍時間為1989年～1996年，開麗旗下事業發展傑出男子團體。

| 姓名   | 暱稱   | 現況 |
| 吳奇隆 | 霹靂虎 | 2003年自組北京稻草熊影視及吳奇隆工作室，2014年與黃柏高合資創立太陽動力文化傳播並成為旗下藝人兼品牌總監。                 |
| 陳志朋 | 小帥虎 | 2006年經紀約轉到博納演藝經紀，2012年自設陳志朋工作室並轉投吉神文化，2016年轉投誠利千代文化(台灣地區由發現音樂代理發行)。 |
| 蘇有朋 | 乖乖虎 | 2000年唱片合約轉到擎天娛樂及天中文化，但仍維持開麗娛樂經紀的經紀約至2005年，2006年經紀約轉到華誼兄弟。                   |

#### 紅孩兒
- 短暫活躍於1990年～1992年，和小虎隊為同期競爭的男子團體。

| 姓名   | 暱稱       | 現況                                                                      |
| 張克帆 | 唱將       | 2000年自組客立客音樂，後為無限延伸音樂旗下藝人，現赴中國大陸發展。        |
| 張洛君 | 洛大俠     | 現為元大俠創作公司總監以及中央廣播電臺1557音樂互動網廣播節目主持人。      |
| 馬國賢 | 小馬       | 現為艾迪昇傳播事業有限公司 （页面存档备份，存于）旗下藝人，活躍於戲劇圈。 |
| 湯俊霈 | 小湯湯     | 曾於三立電視台從事視訊後製工作，現從事房仲業。                            |
| 沈依智 | 小智       | 曾以藝名沈洋發行過個人專輯，曾從事繪畫工作，現為福音歌手。                |
| 韓志杰 | 少爺       | 現從事攝影師和健身教練工作。                                              |
| 王海輪 | 海倫仙度絲 | 曾從事進口百貨行業工作。                                                  |

#### 帥哥美女綜藝團
- 短暫活躍於1990年～1991年。

| 姓名   | 現況                 |
| 卜學亮 | 活躍於主持界。       |
| 黃子佼 | 活躍於主持界。       |
| 劉爾金 | 活躍於主持界。       |
| 宋少卿 | 現為相聲瓦舍創辦人。 |
| 林佩君 | 現已轉往廣播界。     |

#### 少女隊
- 短暫活躍於1991年～1993年，開麗第二個女子團體。

| 姓名   | 現況 |
| 徐若瑄 | 活躍於台灣及日本演藝圈。                                                                                           |
| 吳珮瑜 | 現為東森購物台旗下購物專家。                                                                                       |
| 王思涵 | 1999年曾與鄭湘婷、鍾莉美、姚燕沂、李玉如合組女子團體超視覺風暴(SVS)，2003年在東區成立TDA台北舞館教室擔任舞蹈老師。 |

## 外部連結
- （繁體中文）開麗娛樂的Facebook專頁
- 台灣公司資料 （页面存档备份，存于）